# Sidi-bel-Abbès
Sidi-bel-Abbès (Arabisch: سيدي بلعباس Sīdī Balʿabbas) is een stad aan de rivier de Mékerra in het noordwesten van Algerije. De stad telt 212.935 inwoners (2008) en is daarmee de tiende stad van het land. De stad is de hoofdstad van de gelijknamige provincie (wilaya), heeft een eigen vliegveld en ligt aan de hoofdspoorlijn naar Algiers.

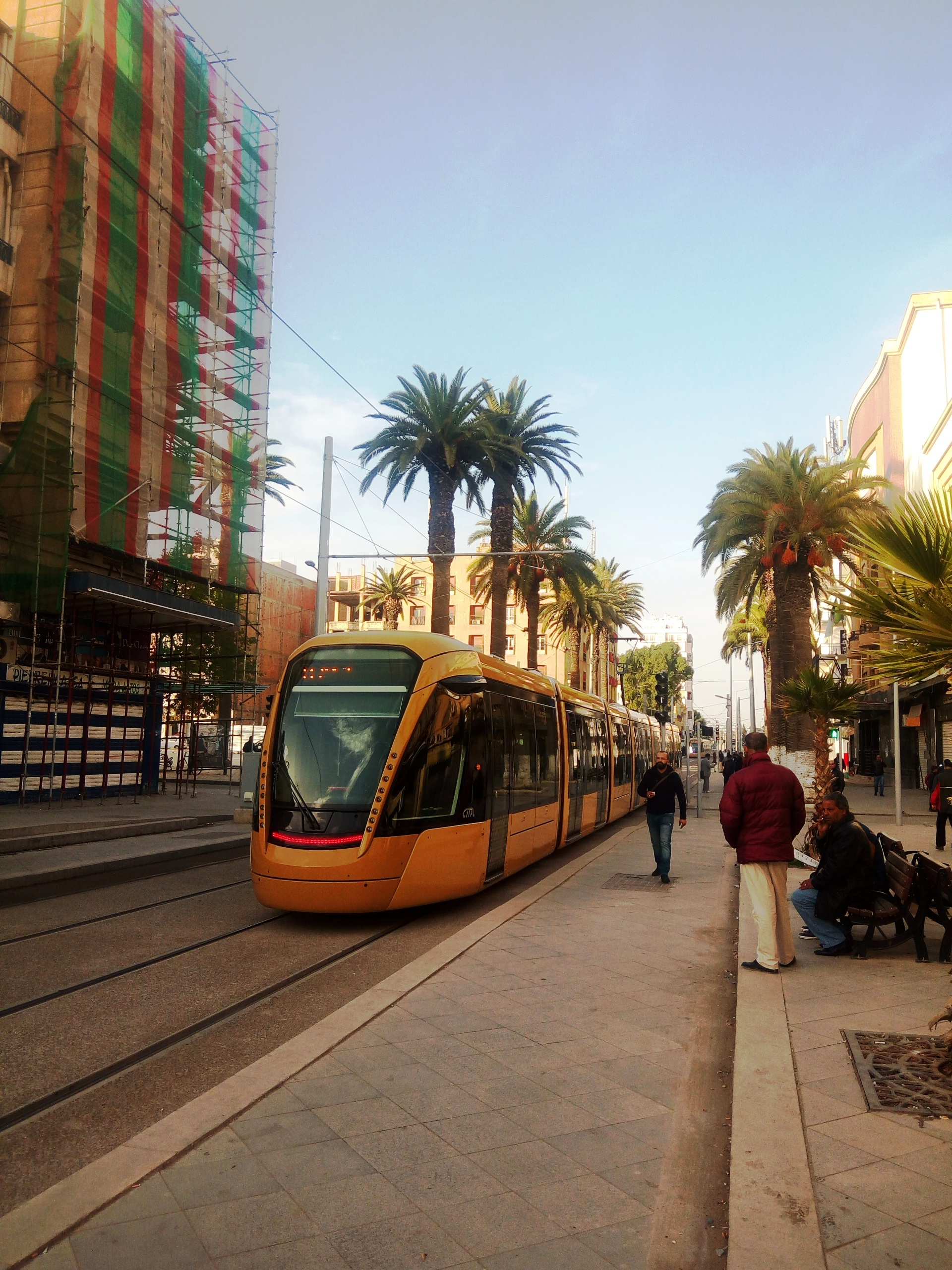
Sidi-Bel-Abbès

## Geschiedenis
Sidi-bel-Abbès is een relatief nieuwe stad. In 1843 bouwde de Franse kolonisator op de plek een legerbasis die langzaam uitgroeide tot een stad. De legerfunctie met haar vele ervan afgeleide dienstenfuncties bleef tot 1962 bestaan want pas toen sloot het daar gevestigde hoofdkwartier van het Frans Vreemdelingenlegioen dat daar sinds 1831 gevestigd was.

## Functies
Momenteel is de stad het regionale handelscentrum. Vanuit deze stad worden landbouwproducten verder verwerkt, opgeslagen en gedistribueerd naar elders. Het omringende gebied is een vruchtbaar landbouwgebied met veel wijnbouw, tuinbouw en fruitteelt en graanvelden. Ook is er een elektronica-apparatuurindustrie ontstaan en worden er landbouwwerktuigen vervaardigd. In 1989 werd er een universiteit gevestigd die later vernoemd werd naar de in 1993 door moslimfundamentalisten vermoorde hoogleraar Djillali Liabes.

## Sport
Sidi-bel-Abbès is de thuisplaats van USM Bel-Abbès, een in 1933 opgerichte voetbalclub die gedurende verschillende perioden in haar historie in de Algerian Championnat National uitkwam.

## Bekende inwoners van Sidi-Bel-Abbès

### Geboren
- René Viviani (1863-1925), premier van Frankrijk in 1914 en 1915
- Gaston Maurice Julia (1893-1978), Frans wiskundige
- Marcel Cerdan (1916-1949), Frans bokser
- Mohammed Bedjaoui (1929), rechter
- Belaïd Lacarne (1940-2024), voetbalscheidsrechter
- Jean Boyer (1948-2004), Frans organist en muziekpedagoog
- Jean-François Larios (1956), Frans voetballer
- Jean-Marc Aveline (1958), Frans geestelijke en kardinaal
- Brigitte Giraud (1960), Frans schrijfster
- Kad Merad (1964), Frans acteur en humorist
- Mohamed Bahari (1976), bokser